# Joy (EP)
Joy – druga EPka zespołu Minutemen wydana w sierpniu 1981 przez wytwórnię New Alliance Records. Materiał nagrano 1 sierpnia 1981 w "Casbah Studio" w Fullerton (Kalifornia).

## Lista utworów[1]
1. "Joy" (G. Hurley, M. Watt) – 1:06
2. "Black Sheep" (G. Hurley, M. Watt) – 0:52
3. "More Joy" (D. Boon, D. Cadena, M. Watt) – 1:06

## Skład
- D. Boon – gitara, śpiew
- Mike Watt – gitara basowa
- George Hurley – perkusja

produkcja
- Mike Patton – producent
- Jon St. James – inżynier dźwięku
- Tom Trapp – inżynier dźwięku